# Altar für Vulkan (Benningen am Neckar)

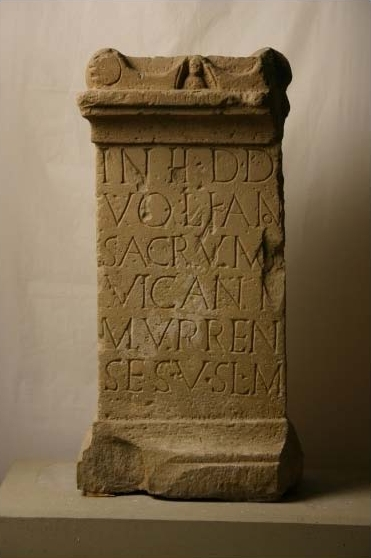
Altar für Vulkan

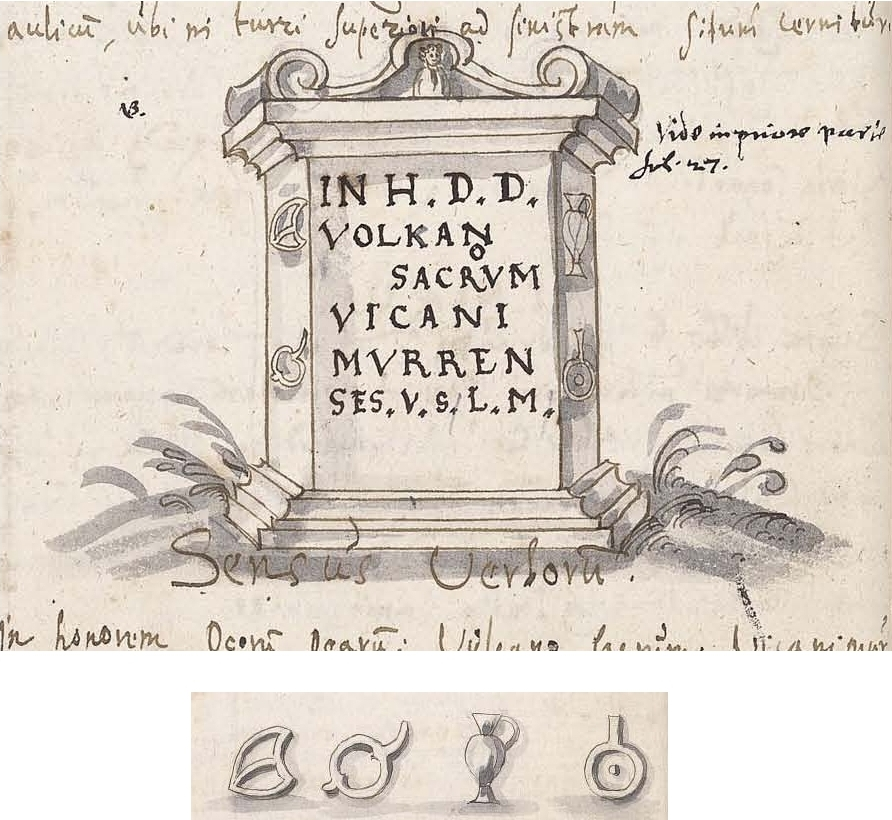
Zeichnung von Simon Studion, dem Entdecker des Altars

Der Altar für Vulkan aus Benningen am Neckar, einer Gemeinde im Landkreis Ludwigsburg in Baden-Württemberg, stammt aus dem 2. Jahrhundert nach Christus. Das Original wird im römischen Lapidarium des Landesmuseums Württemberg in Stuttgart ausgestellt.
Der Altar aus Schilfsandstein ist 92 cm hoch, 45 cm breit und hat eine Tiefe von 23 cm. 
Der Altar für Vulkan wurde von den Bewohnern des Dorfes an der Murr errichtet. Auf der rechten Schmalseite sind eine Kanne und eine Schale mit Griff abgebildet, auf der linken zwei Opfermesser in einer Scheide sowie ein Beil.
Das römische Steindenkmal wurde 1579 vom Marbacher Präzeptor Simon Studion in der Wand eines baufälligen Weinkellers entdeckt. Im Jahre 1583 übersandte er den Weihestein mit sechs weiteren Denkmälern zu Herzog Ludwig, der sie zusammen mit anderen römischen Denkmälern in den Türmen des Neuen Lusthauses in Stuttgart aufstellen ließ.

## Inschrift
IN H(onorem) D(omus) D(ivinae)
VOLKANO
SACRVM
VICANI
MVRREN
SES V(otum) S(olverunt) L(ibentes) M(erito)
Übersetzung: „Zu Ehren des göttlichen Kaiserhauses haben die Bewohner des Vicus an der Murr dem Vulkan den Altar aufstellen lassen. Sie haben ihr Gelübde froh und gerne nach Gebühr eingelöst“ (vom Landesmuseum Württemberg).